# Švenčionysoffensief
Het Švenčionysoffensief was een offensief aan het oostfront in de Eerste Wereldoorlog. Het offensief vond plaats in augustus en september 1915 bij Švenčionys (in het huidige Litouwen) en werd uitgevochten tussen het keizerrijk Rusland en het Duitse Keizerrijk.

## Offensief
Het offensief was een operatie van het Duitse 10e Leger tegen het Russische 10e Leger. Op 9 september forceerden vier Duitse cavaleriedivisies een gat in de Russische linies. Aangevuld op 13 september door twee andere divisies vielen zij de achterzijde van het Russische 10e Leger aan. Zij waren echter verstoken van artillerie en infanterieondersteuning en op 15-16 september werden ze uiteindelijk afgestopt door het nieuw gevormde Russische 2e Leger. Op 2 oktober was het Švenčionysgat gedicht.

## Bron
- Jevsejev, I. Sventjanski proryv, Moscow, 1936

Stallupönen · Gumbinnen · Tannenberg · Lemberg · Kraśnik · 1e Mazurische Meren · Przemyśl · Wisła · Łódź · Karpaten · Bolimov · 2e Mazurische Meren · Gorlice-Tarnówoffensief · Grote Russische terugtrekking · Narotsjoffensief · Švenčionysoffensief · Broesilovoffensief · Kerenskioffensief · Operatie Albion · Operatie Faustschlag